# 忘憂線
忘憂線（：／ Mang'u seon */?）是韓國的一條鐵路線，由韓國鐵道公社營運。路線由首尔中浪区的忘忧站至芦原区的光大學站。

## 路線資料
- 路線距離：4.9公里
- 營運機關：韓國鐵道公社（全線）
- 軌距：1435毫米（標準軌）
- 通行方式：-
- 站數：3個
- 複線路段：沒有
- 電氣化路段：全線（4.9公里）
- 保安裝置：自動閉塞、ATS-S

## 历史
忘憂線建於1963年，並於1964年開通，建造忘憂線的目的是連接京元線和中央線，當時中央線是運送太白山脈無煙煤的重要路線，京元線和中央線雖然在清涼里相交，但中央線列車只能往龍山方向，往議政府、楊州方向必須換向，為了避免換向、擴大兩條線路間的貨物運輸能力，因此建造建造忘憂線。
同時在里门設置無煙煤堆放場，1973年隨中央線一同成為韓國最早電氣化的鐵路。隨著城市擴張，以及環保意識抬頭，里门的無煙煤堆放場在2004年被廢除，隔年改建為里门车辆基地。目前忘憂線作為京元線和中央線之間的三角線，和進出里门车辆基地的線路使用。2013年10月忘憂線不再通行貨運列車，同年11月4日首都圈電鐵京春線列車開始，在工作日每天開行兩班經忘憂線到城北站的列車。

### 年表
- 1963年8月19日 - 开工建设。
- 1964年1月11日 - 开通使用。
- 1973年6月20日 - 铁路电气化。
- 1999年
  - 11月18日 - 核准里门车辆基地建設。
  - 12月29日 - 里门车辆基地建設動工。
- 2004年7月5日 - 里门站廢站
- 2005年7月5日 - 里门车辆基地啟用。
- 2013年
  - 10月1日 - 不再通行貨運列車。
  - 11月4日 - 首都圈電鐵京春線開始每天開行兩班經忘憂線到城北站的列車。
  - 12月18日 - 城北站改名光云大學站。

## 車站列表
| 中文站名 | 韓文站名 | 英文站名 | 站間距離 | 營業距離 | 接續路線                                                            | 所在地     | 所在地   |
| -------- | -------- | -------- | -------- | -------- | ------------------------------------------------------------------- | ---------- | -------- |
| 忘憂     |          |          | 0.0      | 0.0      | 中央線（●首都圈電鐵京義·中央線） 京春線 (●首都圈電鐵京春線)         | 首爾特別市 | 中浪區   |
| 上鳳     |          | Sangbong | 0.6      | 0.6      | 中央線（●首都圈電鐵京義·中央線、 ●首都圈電鐵京春線） ●首爾地鐵7號線 | 首爾特別市 | 中浪區   |
| 里門     |          |          | 1.7      | 2.3      |                                                                     | 首爾特別市 | 東大門區 |
| 光大學   |          |          | 2.6      | 4.9      | 京元線 （●首都圈電鐵1號線）                                         | 首爾特別市 | 蘆原區   |